# 에어포트 나리타호
에어포트 나리타 호(일본어: エアポート成田, エアポートなりた)는 동일본 여객철도가 운행하는 소부 쾌속선 - 요코스카 선 구간을 운행하는 쾌속 열차 중 나리타 공항발착의 쾌속 열차에게 부여된 명칭이다. 덧붙여 예전에는 나리타 공항발 쾌속 열차라면 이 명칭을 사용해왔으나 현재는 나리타 공항 - 도쿄 - 구리하마 구간을 운행하는 쾌속 열차에만 이 명칭을 사용하고 있다.
요코스카 선에서는 보통 열차로 취급되므로, 쾌속 에어포트 나리타가 아닌, 보통 에어포트 나리타라고 안내된다.

## 운행 현황

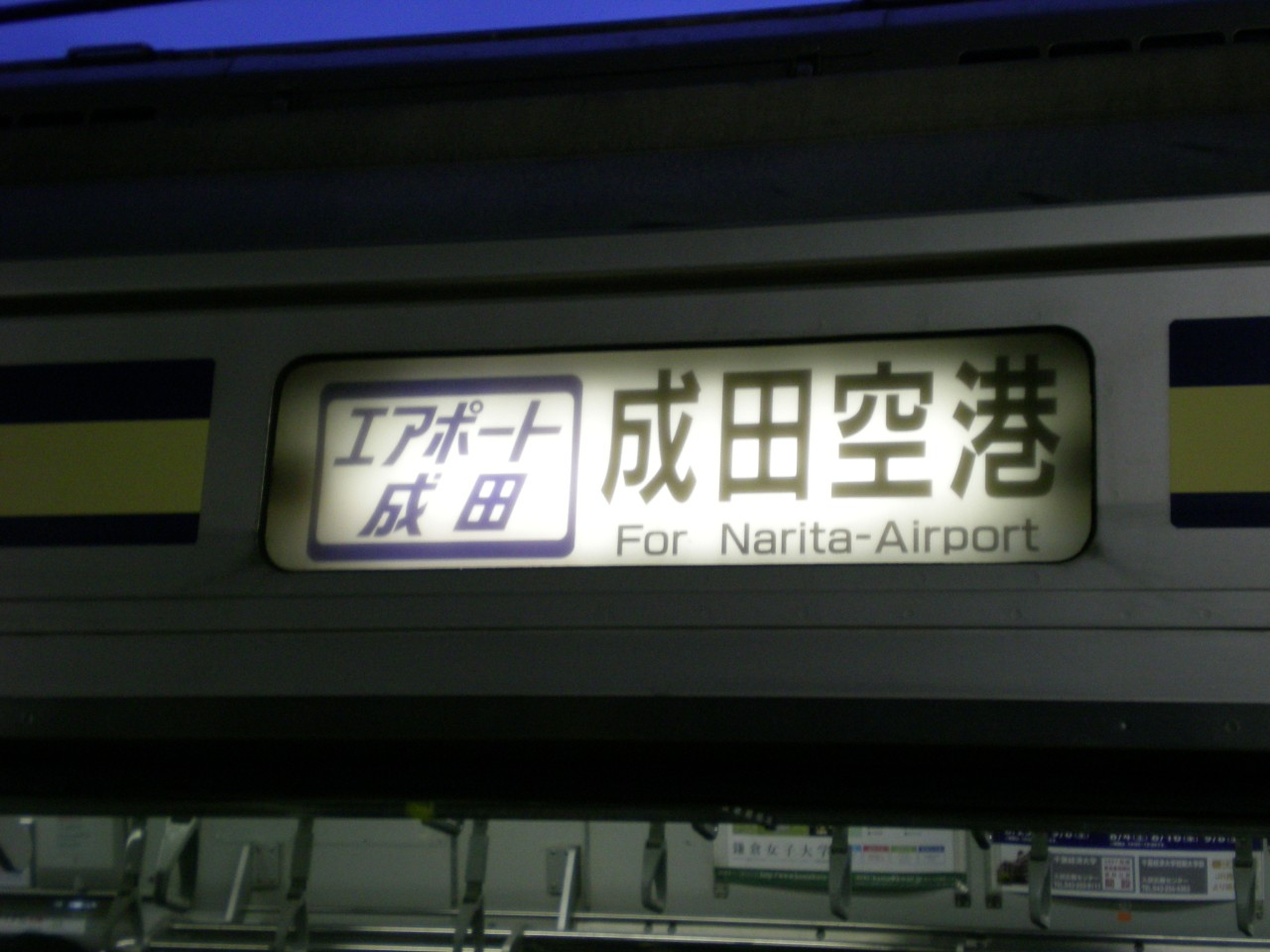
"에어포트 나리타"라고 표기된 행선판

- 기본적으로는, 소부 쾌속선 - 요코스카 선의 일부이다.
- 나리타 공항발 도쿄/구리하마 행 열차는 이 명칭으로 안내되지 않고 단지 "쾌속"으로만 안내된다.
- 가시마 선의 카시마 신궁행 열차 및 소부 본선 나루토 행 열차를 병결하는 열차도 존재하지만(모두 사쿠라에서 분리의 과정을 거친다.), 현재는 대폭적인 감편에 의해서 1일 1편씩에 머무른다.
- 이전에는 운행 차량인 E217계에 자동 방송 장치가 장착되지 않았으며, 차내 방송은 차장이 직접했다. 영어 안내 방송의 경우는 차장이 소지하는 카세트 테이프를 재생하는 방식이었으며, 그나마 차장에 따라서 하지 않기도 했다. 그러다가 E217계의 제어장치 갱신에 맞추어 자동 방송 장치가 설치되어 이 문제는 해결되었다.
- 113계로 운행되었을 무렵부터 측면 행선지 표시기에 "에어포트 나리타"와 병기 되고 있다.

이전에 투입된 차량
- 113계 : 1991년 3월 19일에 처음 운행했을 때부터 1999년 12월 3일까지, 11량 편성으로 운행했었다. 중간에 연결된 4호차/5호차는 특실(그린 차)로 운행되었다.
- E217계 : 1995년부터 선두부 정면 우측의 노선명/열차 종별 표시기에는 검은 천에 파란 문자로, 기기 갱신 후의 차량에도 열차 종별 표시의 부분은 막힌 채, "에어포트 나리타"라고 표기된다. 대개는 기본 편성 11량과 부속 편성 4량으로 해서 15량 편성으로 운행되고 있으며, 4호차, 5호차는 2층건물의 특실(그린 차)로 운행되고 있다.

## 연혁
- 1991년 3월 19일 : 나리타 - 나리타 공항 구간 개통으로 운행 개시. 다만, 시각표나 측면 행선지 표시기에 "에어포트 나리타"라고 표기될 때까지는 시간이 걸림
- 1993년 8월 1일 : 엘 특급 "아야노 호"(あやめ)가 격하되어, 일부 열차에 가사마 선 가시마 신궁행 열차와 연결을 함.
- 1995년 12월 1일 : 특별 쾌속 운행 폐지.
- 2001년 12월 1일 : 시스이를 정차역에 추가.
- 2002년 12월 1일 : 나리타 공항발 열차는 이 명칭을 사용하지 않게 되었으며, "에어포트 나리타"라는 명칭은 나리타 공항행 열차에만 한정됨.
- 2004년 10월 16일 : 모노이를 정차역에 추가. 가시마 선 가시마 신궁행 편성 연결 열차를 감편.
- 2009년 3월 14일 : 소부 본선 나루토행 편성 연결 열차를 신설.
- 2018년 3월 17일 : 다이야 개정으로 "에어포트 나리타"라는 명칭이 폐지되었고 명칭이 없는 쾌속 열차로 통폐합.[1]

## 특별 쾌속 에어포트 나리타 호
임시 열차로서 1991년에 나리타 공항역이 개업하기 전부터 1995년까지 오후나 - 나리타 공항 구간을 "에어포트 나리타"라는 이름의 특별 쾌속이 운행되었다. 처음 운행했을 때는 도쿄에서 발착했으며, 나중에 요코스카 선 오후나까지 연장되었다. 도중의 정차역은 도쓰카, 히가시토쓰카, 호도가야, 요코하마, 신카와사키, 니시오이, 시나가와, 신바시, 도쿄 , 긴시초, 후나바시, 지바, 쓰가, 요쓰카이도, 나라타였다. 투입된 차량은 다른 요코스카 선 - 소부 쾌속선 열차와 같은 113계로 11량편성이었으며 헤드 마크를 게시했던 시기도 있었다. 또한, 지금의 "쾌속 에어포트 나리타"에서 사용되고 있는 E217계의 행선 안내판 롤지에도 "'특별 쾌속 에어포트' 나리타 나리타 공항" "'특별 쾌속 에어포트' 나리타 도쿄", "'특별 쾌속 에어포트 나리타' 오후나"가 표기되어 있다.

## 같이 보기
- 나리타 익스프레스
- 스카이라이너 : 게이세이 전철 운영